# Història d'un soldat
Història d'un soldat (títol original: A Soldier's Story) és una pel·lícula estatunidenca dirigida per Norman Jewison, estrenada el 1984. Aquesta pel·lícula ha estat doblada al català.

## Argument
Un oficial afroamericà és posat a càrrec de les investigacions sobre l'assassinat d'un home negre que va tenir lloc prop d'una base militar a Louisiana a finals de la Segona Guerra Mundial.
Investigant el passat d'un home aparentment "fantasma", el funcionari es veu obligat a aguantar els prejudicis i el ressentiment que la població cap a homes com ell, sobretot perquè és el negre primer a ocupar aquest càrrec.

## Repartiment
- Howard E. Rollins Jr.: Capità Davenport
- Adolph Caesar: M / Sergent Waters
- Art Evans: Soldat ras Wilkie
- David Alan Grier: Cpl. Cobb
- David Harris: Soldat ras Smalls
- Dennis Lipscomb: Capità Charles Taylor
- Larry Riley: C.J. Memphis
- Robert Townsend: Cpl. Ellis
- Denzel Washington: Pfc. Peterson
- William Allen Young: Soldat ras Henson
- Patti LaBelle: Big Mary
- Wings Hauser: Tinent Byrd